# Steve Watkins
Steve Watkins (Joint Base San Antonio-Lackland, 18 settembre 1976) è un politico statunitense, membro della Camera dei Rappresentanti per lo stato del Kansas dal 2019 al 2021.

## Biografia
Dopo aver frequentato la scuola a Topeka, frequentò la United States Military Academy a West Point, dove si diplomò nel 1999.
Entrato nell'esercito americano, ha partecipato alla missione in Afghanistan.
Nel 2018 si candidò alla Camera dei Rappresentanti nel secondo distretto del Kansas, vincendo la nomination del Repubblicano con il 26,5% dei voti in delle primarie a sette candidati, per poi vincere le elezioni generali di novembre con un margine di soli 0,8 punti percentuali contro il democratico Paul Davis.
Intorno al deputato, sorsero nei mesi successivi numerose controversie, tra cui un'accusa di molestie sessuali avanzata da Chelsea Scarlett, che lavorava nella sua stessa base militare e un'accusa di frode elettorale per aver preso la residenza in un indirizzo corrispondente in realtà una sede UPS e aver quindi votato in un distretto per il quale non avrebbe avuto diritto.
Candidatosi per un secondo mandato nel 2020, venne sconfitto nelle primarie repubblicane da Jake LaTurner e lasciò così il Congresso dopo soli due anni.